# Symphytum officinale
La consolida maggiore (Symphytum officinale L., 1753) è una pianta erbacea perenne, a fiori penduli, della famiglia delle Boraginacee.

## Etimologia
Uno dei primi botanici a designare questa pianta col nome di Symphytum fu Dioscoride. Il termine deriva da symphuo (= saldare, unire). È probabile che all'origine di questo nome sia una presupposta proprietà curativa delle fratture ossee di alcune parti di questa pianta.

L'epiteto specifico (officinale) fa riferimento alle sue presunte proprietà curative (anticamente veniva catalogata come pianta medicinale).

Il nome Consolida lo troviamo invece in Plinio. Nome che forse deriva dalla traduzione del termine greco originale (saldare = consolidare), e conferma il tradizionale uso in caso di fratture ossee. 

In tempi più recenti questi nomi sono stati ripresi da Carl von Linné (Rashult, 23 maggio 1707 – Uppsala, 10 gennaio 1778), biologo e scrittore svedese, considerato il padre della moderna classificazione scientifica degli organismi viventi, per fondare nel 1735 il genere Symphytum (nella pubblicazione Systema Naturae) e inserire definitivamente, nel 1753, la scheda di questa pianta nel monumentale lavoro intitolato Species Plantarum.

## Descrizione

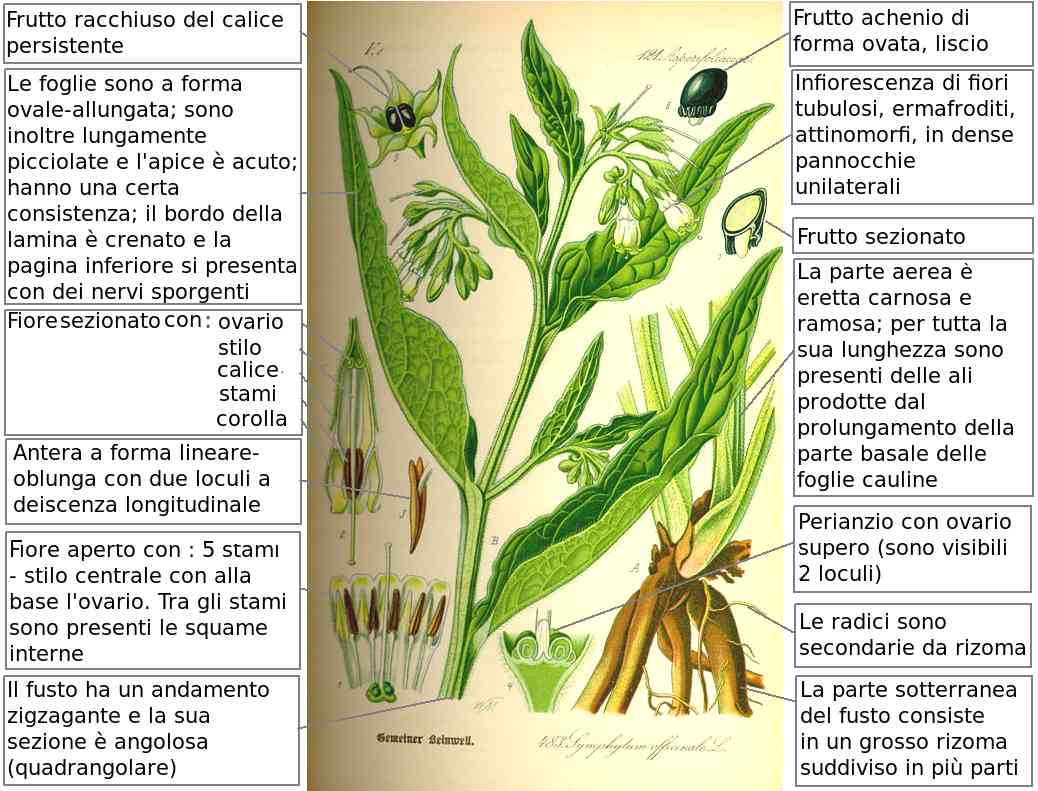
Descrizione delle parti della pianta

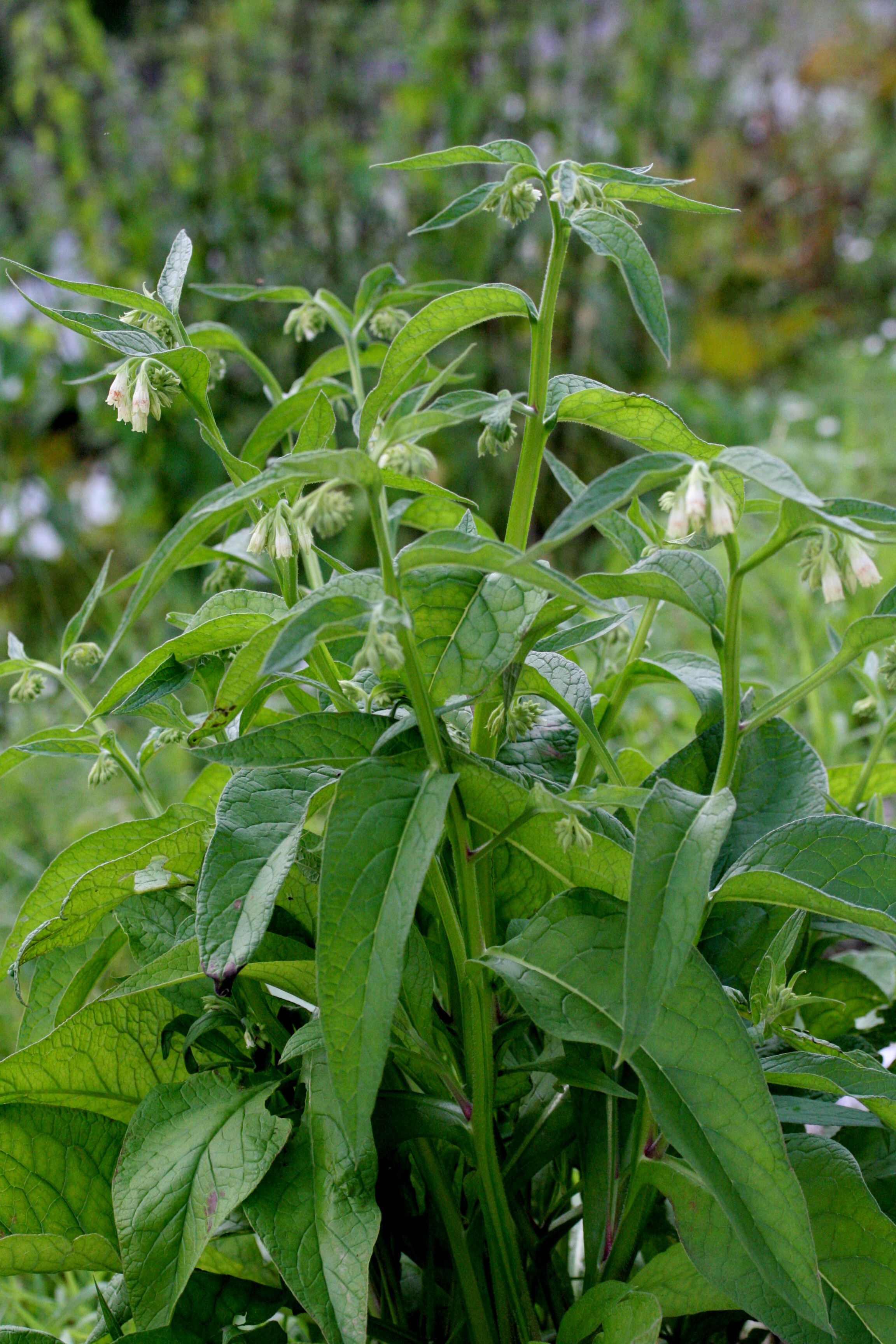
Il portamento

Normalmente le piante di questa specie non sono molto alte (30 – 60 cm), ma a volte possono arrivare fino a 120 cm. Tutta la loro superficie è ricoperta da peli rigidi (patenti o deflessi) bianchi, sembra quasi un tomento e l'aspetto di queste piante nel loro insieme talvolta può apparire grossolano. La forma biologica è emicriptofita scaposa (H scap), ossia sono piante erbacee perenni, con gemme svernanti al livello del suolo e protette dalla lettiera o dalla neve e dotate di un asse fiorale eretto, ramoso e foglioso. 

### Radici
Le radici sono secondarie da rizoma, ma sono comunque molto robuste; vanno in profondità e nutrono generosamente la pianta, che in questo modo produce un abbondante fogliame, utilizzando i nutrimenti minerali che sono disciolti negli strati più profondi del suolo. A volte le radici di questa pianta si presentano come rizomi tuberizzati.

### Fusto
- Parte ipogea: la parte sotterranea del fusto consiste in un grosso rizoma orizzontale a volte suddiviso in più parti. La parte esterna è scura, mentre il centro è più chiaro.
- Parte epigea: la parte aerea è eretta, carnosa e ramosa; per tutta la sua lunghezza sono presenti delle ali prodotte dal prolungamento della parte basale delle foglie cauline. Il fusto può avere un andamento zigzagante e la sua sezione è angolosa (quadrangolare) e la superficie è ricoperta di peli. Larghezza delle ali: 2 – 4 mm. Dimensione dei peli: 0,6 – 1,1 mm.

### Foglie

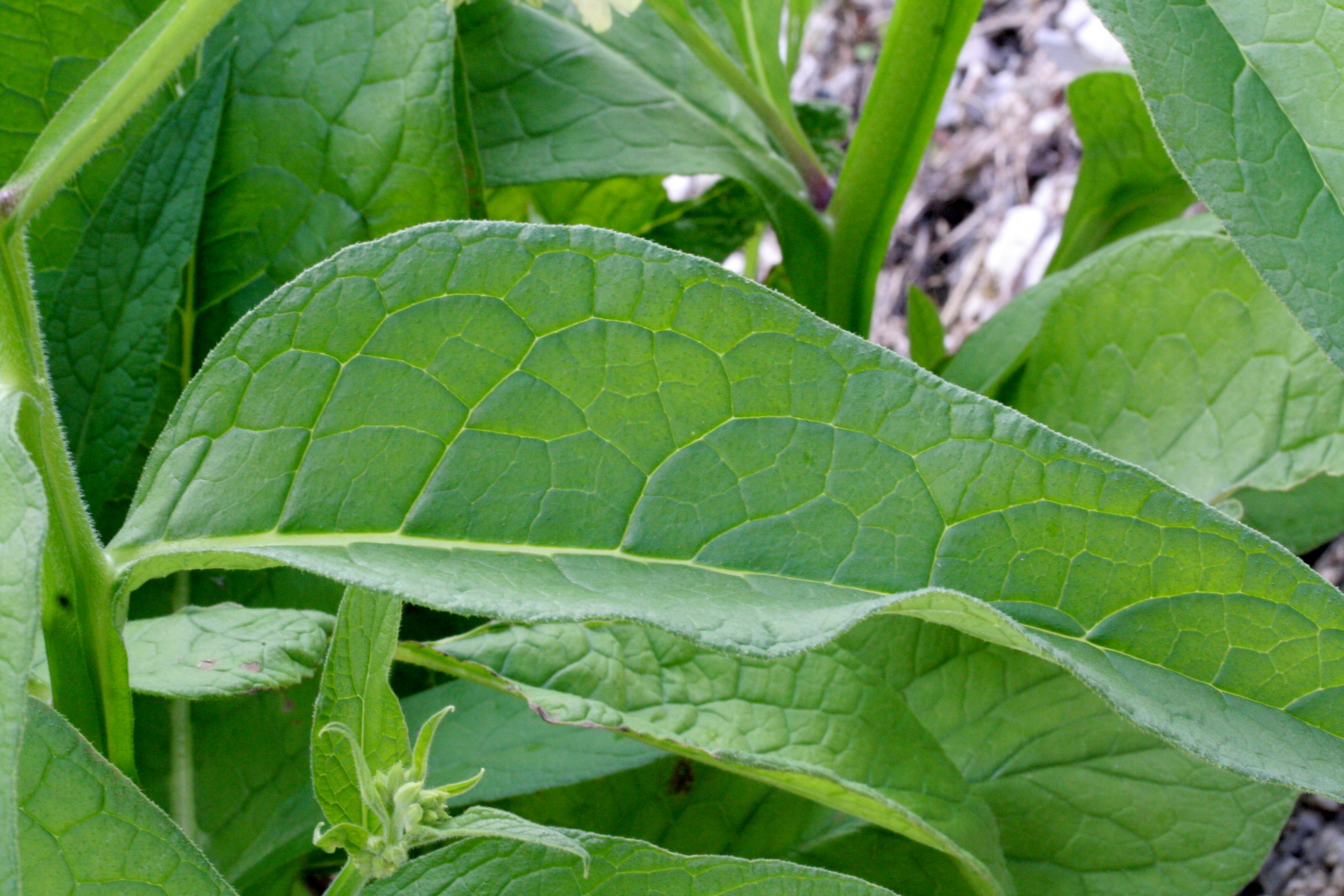
Le foglie

Le foglie in genere sono ampie e ruvide; sono inoltre spesse, robuste e tomentose. Hanno una certa consistenza al tatto e il loro colore è verde forte sulla pagina superiore e quasi argenteo su quella inferiore. Il bordo della lamina è crenato e la pagina inferiore si presenta con dei nervi sporgenti.
- Foglie basali: le foglie basali sono a forma ovale-allungata o lanceolata di dimensioni mediamente grandi; sono inoltre lungamente picciolate e l'apice è acuto. Dimensione delle foglie basali: larghezza 10 – 20 cm, lunghezza 30 – 80 cm.
- Foglie cauline: quelle cauline sono alterne, e perlopiù sessili (solo quelle inferiori sono picciolate). La forma è strettamente lanceolata con apice acuminato. Spesso sono inoltre lungamente decorrenti, fino alla foglia sottostante, per cui sembrano quasi opposte. Dimensione media delle foglie cauline: larghezza 2 – 7 cm, lunghezza 8 – 18 cm; dimensione del picciolo delle foglie inferiori: 2 – 4 cm.

### Infiorescenza

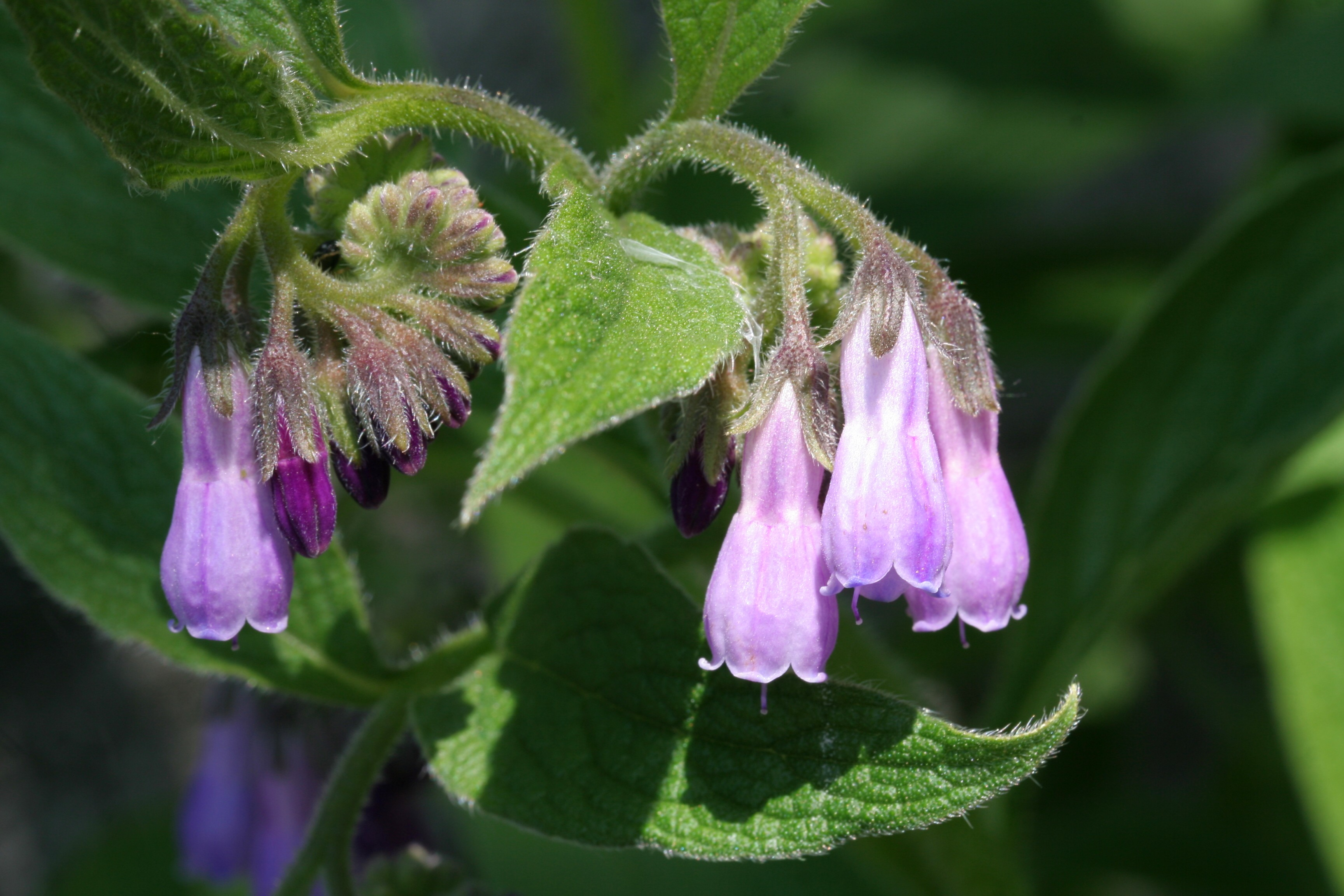
Infiorescenza

L'infiorescenza è una pseudo pannocchia composta da gruppi densi di fiori riuniti in cime bifide (una o due volte bifide) e unilaterali (racemi scorpioidi, ossia sviluppati solo da una parte); l'infiorescenza è posta all'ascella delle foglie superiori.

### Fiori

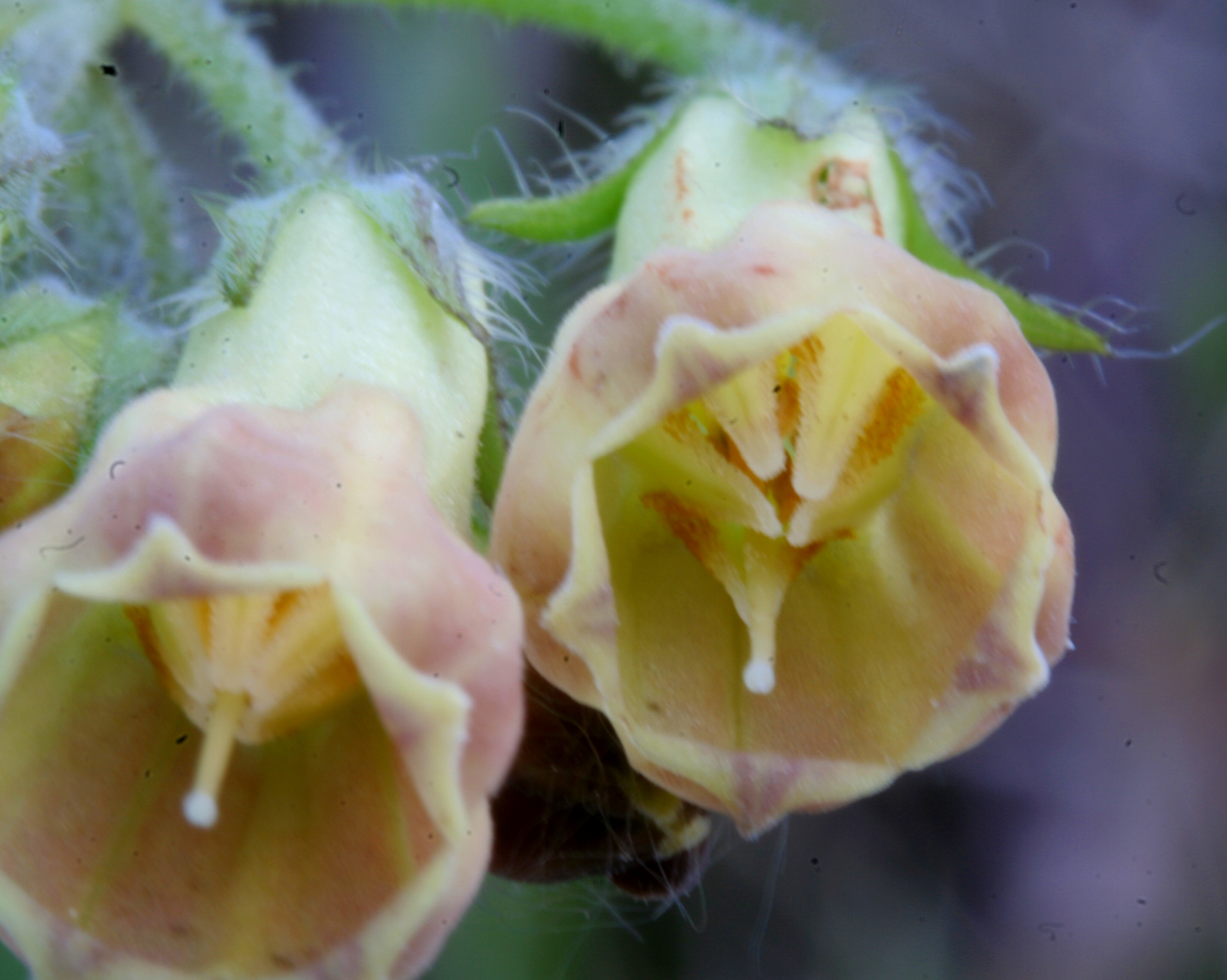
Fiore con squame interne.

I fiori sono ermafroditi, attinomorfi, tetraciclici (formati dai 4 verticilli fondamentali della angiosperme: calice – corolla – androceo – gineceo), pentameri (i fiori sono formati da 5 parti). I fiori sono inoltre regolari e senza brattee, sono portati da lunghi peduncoli arcuati per cui i fiori sono pendenti, la loro forma è tubulosa. Il colore può essere molto vario: bianco-sporco o giallastro oppure verdastro; ma anche rosa, purpureo fino al violetto.
- Formula fiorale:

K (5), [C (5), A 5], G (2) (supero)
- Calice: il calice è tubuliforme a cinque divisioni regolari, i denti sono visibilmente simili tra di loro (è un calice pentapartito o pentafido); i denti (o lobi) hanno una forma lineare (quasi lesiniforme) mentre la profondità delle divisioni tra lobo e lobo può essere variabile. Lungo il bordo e sul nervo centrale sono cigliati. Il calice è persistente e accrescente dopo la fioritura per proteggere meglio il frutto. Dimensione del tubo del calice: 1 – 2 mm; dimensione dei denti calicini:  larghezza 2 –3 mm, lunghezza 4 – 5 mm.
- Corolla: la corolla è gamopetala a forma tubulosa (formata cioè da 5 petali concresciuti) e lievemente campanulata la cui lunghezza è senz'altro maggiore del suo diametro. Il tubo termina con un allargamento del tubo; nella parte superiore interna (all'altezza delle fauci del tubo corollino) sono presenti cinque scaglie (o squame) ciliato-glandulose che convergono verso il centro e quindi nascondono le antere, emerge solamente la parte finale dello stilo. Il lembo corollino è formato da cinque lobi eretti, ottusi e dentiformi. Lunghezza del tubo corollino: 13 – 15 mm; diametro alla base: 2 mm; diametro alle fauci: 5 – 6 mm; lunghezza dei denti: 1 mm.
- Androceo: l'androceo è del tipo isostemone, quindi gli stami sono cinque e sono inseriti circa a metà del tubo corollino (la parte basale è saldata al tubo stesso); le antere sono conniventi agli stami. La posizione degli stami (come molto spesso accade) è opposta (o si alterna) a quella dei denti della corolla. I filamenti delle antere sono grossi (quasi quanto le antere stesse) e brevi e divergono alla base, mentre le antere hanno una forma lineare-oblunga e posizione eretta. Hanno due logge e si aprono tramite una valva (deiscenza valvare), o apertura disposta longitudinalmente.
- Gineceo: due carpelli bipartiti formano un ovario supero a quattro loculi (infatti in ognuno dei due carpelli si forma un falso setto che divide in due il loculo carpellare originale); ogni loculo contiene un solo ovulo.  Il gineceo, alla base, poggia su un disco a forma di anello che è anche nettarifero. Lo stilo è semplice e allungato, mentre lo stigma ha la forma di una capocchia depressa. A volte lo stilo si allunga oltre il bordo del lembo corollino.
- Fioritura: queste piante fiorisco tra maggio e luglio. I semi maturano da giugno a luglio.
- Impollinazione: impollinazione per entomogamia (tramite api).

### Frutti

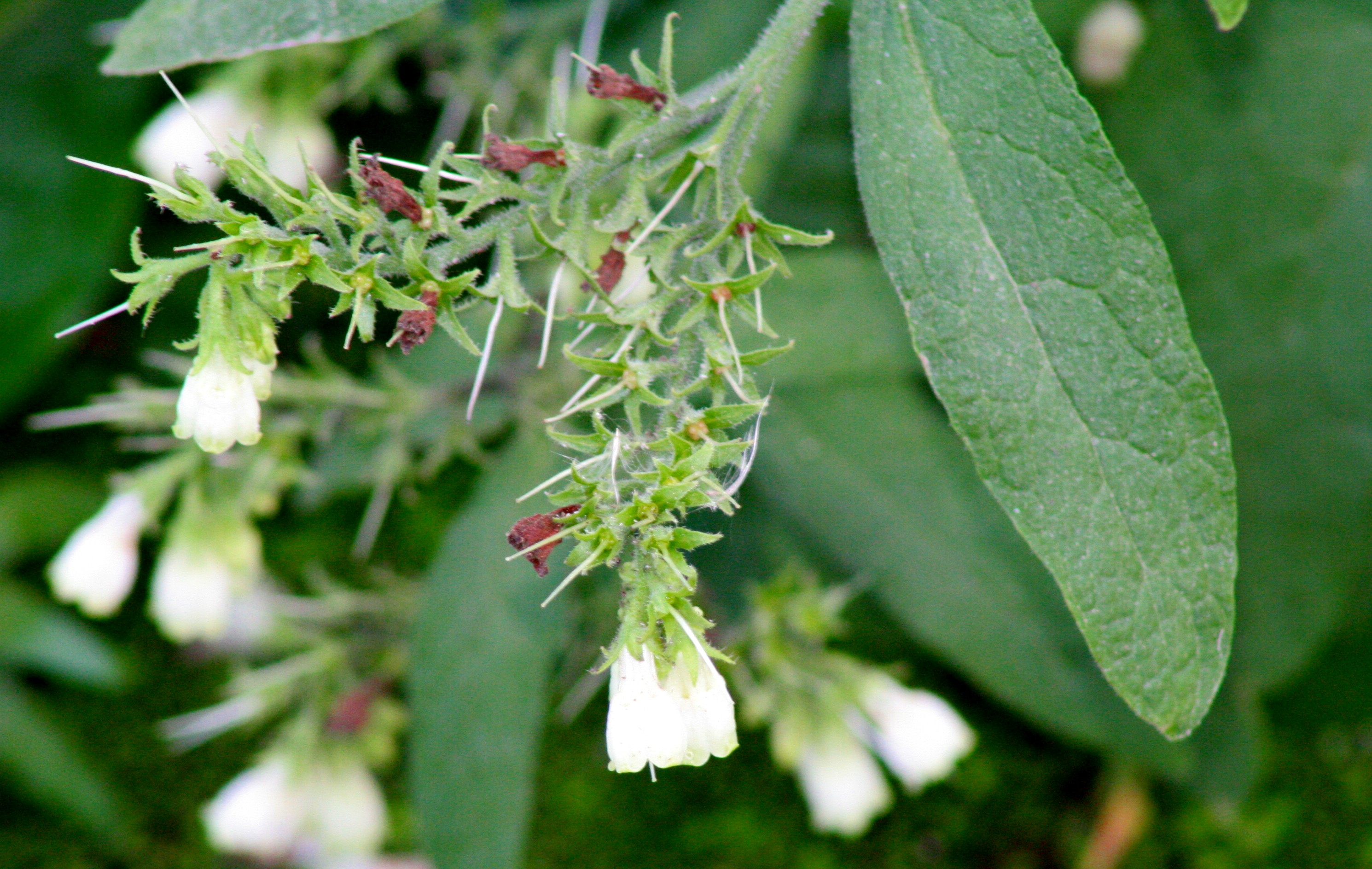
Fruttificazione

Il frutto è uno schizocarpo che si divide in acheni, ossia in quattro nucule (quattro mericarpi) di forma ovata, liscia e di colore bruno-grigiastro. Le nucule sono protette da una parte tumida. Spesso una o due di queste nucule sono sterili. I semi in genere sono scarsi di albume.

## Distribuzione e habitat
- Geoelemento: il tipo corologico (area di origine) è Europeo – Caucasico.
- Distribuzione: questa pianta è originaria dell'Europa, ma è naturalizzata in America ed in Asia. In Italia è presente ovunque, anche sull'arco alpino, a parte alcune zone del sud e centrali sul versante adriatico. In Australia viene ampiamente coltivata.
- Habitat: in Italia è facile trovarla nei luoghi paludosi, nei fossi, nei canali e torbiere; ma anche nei prati umidi e margini dei boschi. Il substrato preferito è sia calcareo che siliceo con pH neutro e valori medi di umidità.
- Distribuzione altitudinale: queste piante si possono trovare dal piano fino a 1300 m s.l.m. (quindi sono presenti nel piano collinare e in parte in quello montano).

## Fitosociologia
Dal punto di vista fitosociologico la specie di questa scheda appartiene alla seguente comunità vegetale:
Formazione : comunità delle macro- e megaforbie terrestri
Classe : Filipendulo-Convolvuletea
Ordine : Filipenduletalia ulmariae
Alleanza : Filipendulo-Petasition

## Tassonomia
Il genere Symphytumappartiene alla famiglia Boraginaceae. Il Sistema Cronquist assegna questa famiglia all'ordine Lamiales, mentre la moderna classificazione filogenetica Sistema APG IV le sistema sotto il clade Euasteridi I nell'ordine Boraginales.

### Variabilità
Queste piante si presentano sotto molti aspetti morfologici diversi. Uno di questi è il colore dei fiori che è molto variabile (vedi il paragrafo “Fiori”), ma può presentarsi anche con altre anomalie morfologiche come i sepali che possono essere sei (così anche la corolla può presentarsi con sei petali e l'androceo con sei stami). A volte si sono trovati dei fiori con dei petali ulteriormente suddivisi per cui il numero totali delle divisioni corolline diventano dieci.

Nell'elenco che segue sono indicate alcune varietà e sottospecie (l'elenco può non essere completo e alcuni nominativi sono considerati da altri autori dei sinonimi della specie principale o anche di altre specie):
- Symphytum officinale L. subsp. bohemicum (F.W.Schmidt) Celak. (sinonimo = S. officinale L. subsp. officinale)
- Symphytum officinale L. subsp. officinale (sinonimi = S. officinale L. subsp. bohemicum (F.W.Schmidt) Celak.; = S. bohemicum F.W.Schmidt; = S. molle Janka)
- Symphytum officinale L. subsp. uliginosum (Kern.) Nyman (1881) (sinonimo = S. uliginosum A.Kern.)
- Symphytum officinale L. var. ochroleucum DC. (1846)
- Symphytum officinale L. var. rectiflorum Toussaint & Hoschédé (1898)

### Ibridi
Nell'elenco che segue sono indicati alcuni ibridi interspecifici:
- Symphytum ×coeruleum Petitmengin  - Ibrido fra: S. officinale e S. peregrinum
- Symphytum ×foliosum Rehman (1868) – Ibrido fra: S. officinale e S. tuberosum
- Symphytum ×hyerense Pawlowski (1971) – Ibrido fra: S. floribundum e S. officinale
- Symphytum ×uplandicum Nyman (1854) – Ibrido fra: S. asperum e S. officinale

### Sinonimi
La specie di questa scheda, in altri testi, può essere chiamata con nomi diversi. L'elenco che segue indica alcuni tra i sinonimi più frequenti:
- Symphytum asperum Lep
- Symphytum bohemicum F.W. Schmidt (1794)
- Symphytum elatum Tausch (1836)
- Symphytum majus Bubani (1897)
- Symphytum microcalyx Opiz (1852)
- Symphytum molle Janka (1877)
- Symphytum patens Sibth. (1794)
- Symphytum tanaicense Steven (1851)

### Nomi comuni
Elenco dei nomi più comuni italiani per la specie Symphytum officinale:
- Consolida maggiore o comune
- Sinfito (o Simfito)
- Orecchia d'asino
- Alo
- Erba di San Lorenzo
- Naro
- Borrana selvatica (o Borragina selvatica)
- Erba pedocchiara
- Erba del cardinale

### Specie simili
- Symphytum asperum Lepechin – Consolida ruvida: è più grande della “Consolida maggiore” (150 cm), con più peli ruvidi e la corolla prima è rossa e poi celeste.
- Symphytum bulbosum Schimper – Consolida minore: è più piccola della “Consolida maggiore” (40 cm), il frutto è rugoso e opaco e la corolla ha una lunghezza minore (7 – 12 mm).

## Usi

### Farmacia
- Sostanze presenti: mucillagine, resina, tannino, acido clorogenico, gomma, colina, amido e asparagina. È presente anche la consolidina (si tratta di un glucoalcaloide).[2].
- Proprietà curative: questa pianta ancora oggi in certe zone viene usata dalla medicina popolare per le sue proprietà vulnerarie (guarisce le ferite); pare inoltre che stimoli la formazione del callo osseo in caso di fratture. Quando la pianta è secca si grattugiano le sue parti più consistenti sulle ferite, piaghe o bruciature: sembra che il sollievo sia assicurato (il processo di guarigione è dato da una sostanza chiamata allantoina, sostanza usata in sintesi anche dall'industria farmaceutica per gli stessi scopi). Le mucillagini vengono usate come un espettorante (funzione che favorisce l'espulsione delle secrezioni bronchiali) e sembrano valide anche per la tosse. Le foglie sono inoltre astringenti (limitano la secrezione dei liquidi)[2].

Altre proprietà sono: decongestionante (diminuisce l'apporto sanguigno in una data parte del corpo), astringente (limita la secrezione dei liquidi), emolliente (risolve uno stato infiammatorio) e analgesica (attenua il dolore). Esternamente sembra che sia molto utile per varie affezioni della pelle come ustioni, infiammazioni, piaghe e ulcere.
- Controindicazioni: più testi ne sconsigliano l'uso prolungato o abbondante perché potrebbero insorgere affezioni epatiche a causa di alcune sostanze epatotossiche come gli alcaloidi pirrolizidinici[6]. Inoltre nella pianta è presente, in quantità molto esigua, un alcaloide (la "simfito-cianoglossina") tossico in quanto paralizza il sistema nervoso. In diversi stati se n'è vietato l'uso alimentare, come negli Stati Uniti d'America e in Italia (è nella lista del Ministero della salute delle piante non ammesse come integratori alimentari).
- Parti usate: soprattutto la radice ma anche le foglie. La raccolta delle radici viene fatta in autunno-inverno, mentre le foglie in primavera prima della fioritura.

### Cucina
Si può produrre un buon tè dalle foglie trattate opportunamente, mentre le radici possono essere usate come dolcificanti (contiene zuccheri oltre all'amido e altro). In certe località, si fa uso alimentare delle parti superiori della pianta come fossero asparagi. In altre zone le foglie vengono bollite e mangiate come gli spinaci. Oppure le radici se sbucciate e tagliate finemente si possono aggiungere nelle zuppe di verdura. Le foglie se tostate possono produrre un surrogato del caffè. Comunque è da tenere presente che questa pianta presenta una certa tossicità (vedi Controindicazioni del paragrafo precedente). 

### Agricoltura
Le foglie di queste piante sono valide per la produzione di un ottimo macerato per fertirrigazione, e vengono utilizzate direttamente come elemento verde (cioè ricco d'azoto) nella concimaia (ovvero per il compostaggio e la produzione di humus).

Un'altra caratteristica interessante del Symphytum officinale è quella di poter essere utilizzato per arricchire i terreni poveri con la pratica del sovescio, in quanto la Consolida è rustica, vigorosa, dalla biomassa abbondante e può crescere anche in terreni molto poveri - dunque è una pianta di elevato interesse per il coltivatore organico esperto che intenda arricchire il proprio terreno secondo i metodi biologici. Ad esempio le foglie lasciate macerare per una settimana in un po' d'acqua formano un preparato ottimo per le colture esigenti di potassio come i pomodori.

Infine può essere utilizzata come erba da foraggio, e in passato è anche stata coltivata a questo scopo.
È pianta visitata dalle api per il suo nettare.

### Industria
In Ungheria (e non solo), da alcune parti della pianta, trattate con bismuto, si ricava una tintura corposa di colore bruno con la quale si producono diversi cosmetici.

### Giardinaggio
Essendo piante rustiche possono essere utilizzate nel giardinaggio per riempire facilmente zone poco importanti o appartate. Ma essendo anche piante che si autoseminano facilmente diventano invasive ed essendo il sistema radicale molto profondo risultano poi di difficile sradicamento. Nel sottosuolo rimangono inoltre sempre alcuni piccoli frammenti della radice che sono ancora in grado di produrre nuovi impianti.
Per il suo importante apparato radicale è adatta al contenimento di terreni in pendenza, evitando il dilavamento dello stesso.

## Galleria d'immagini

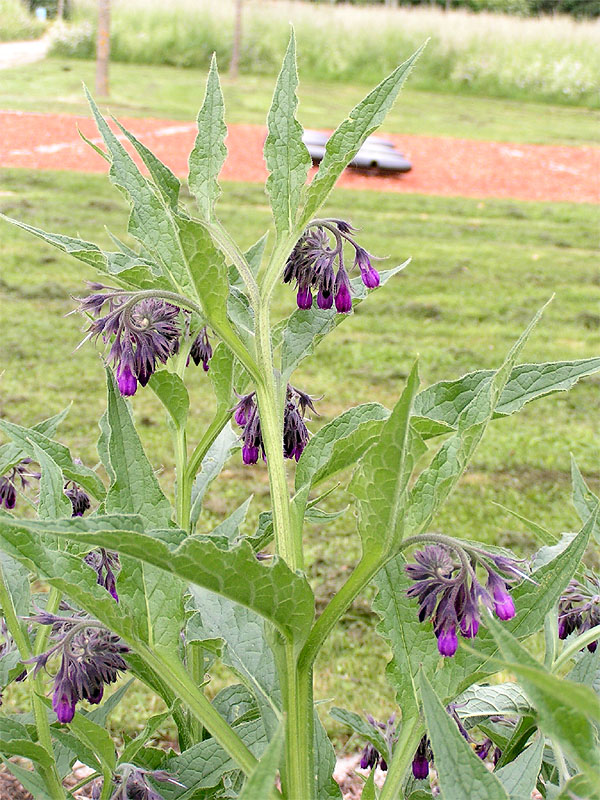
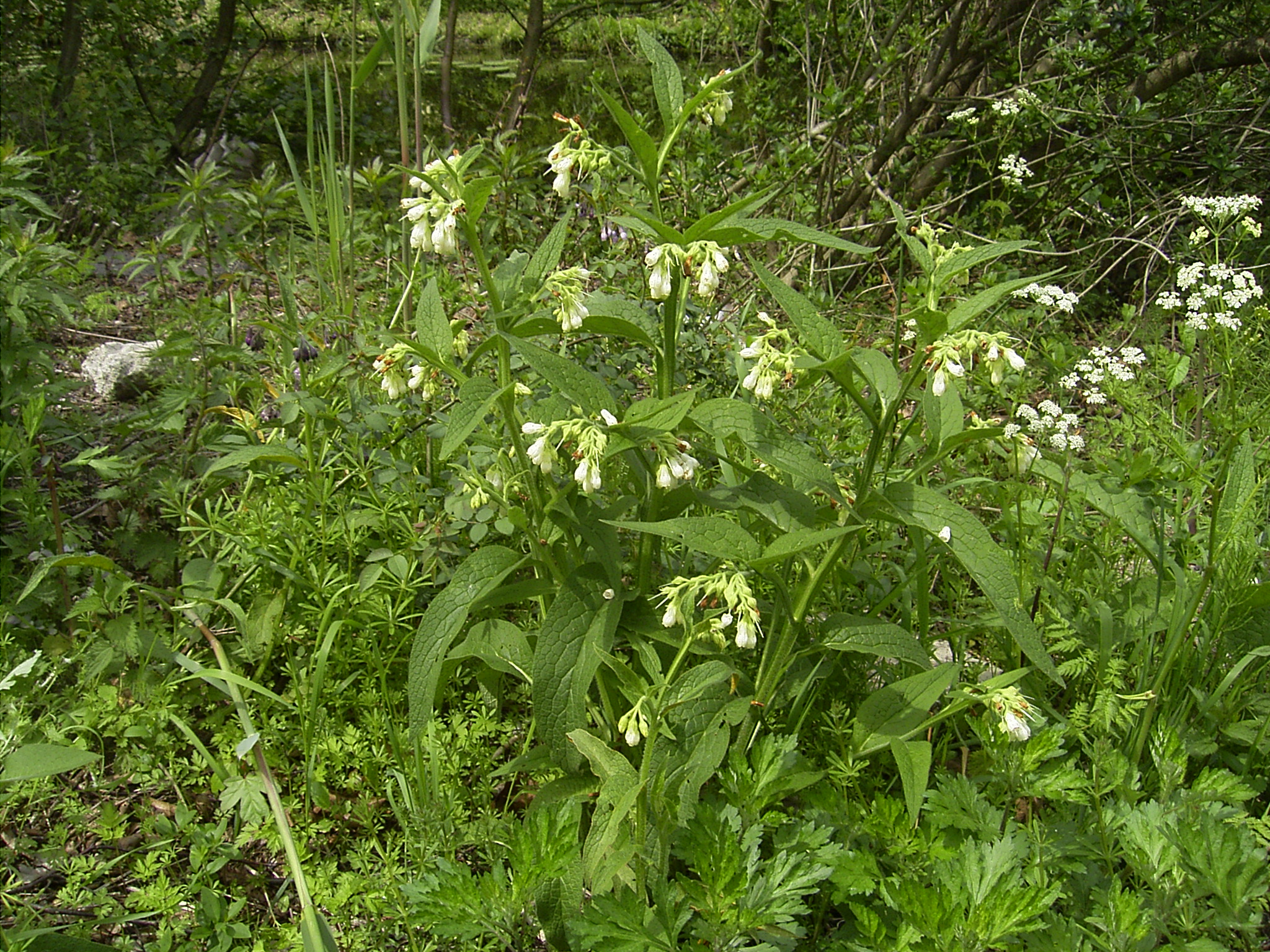
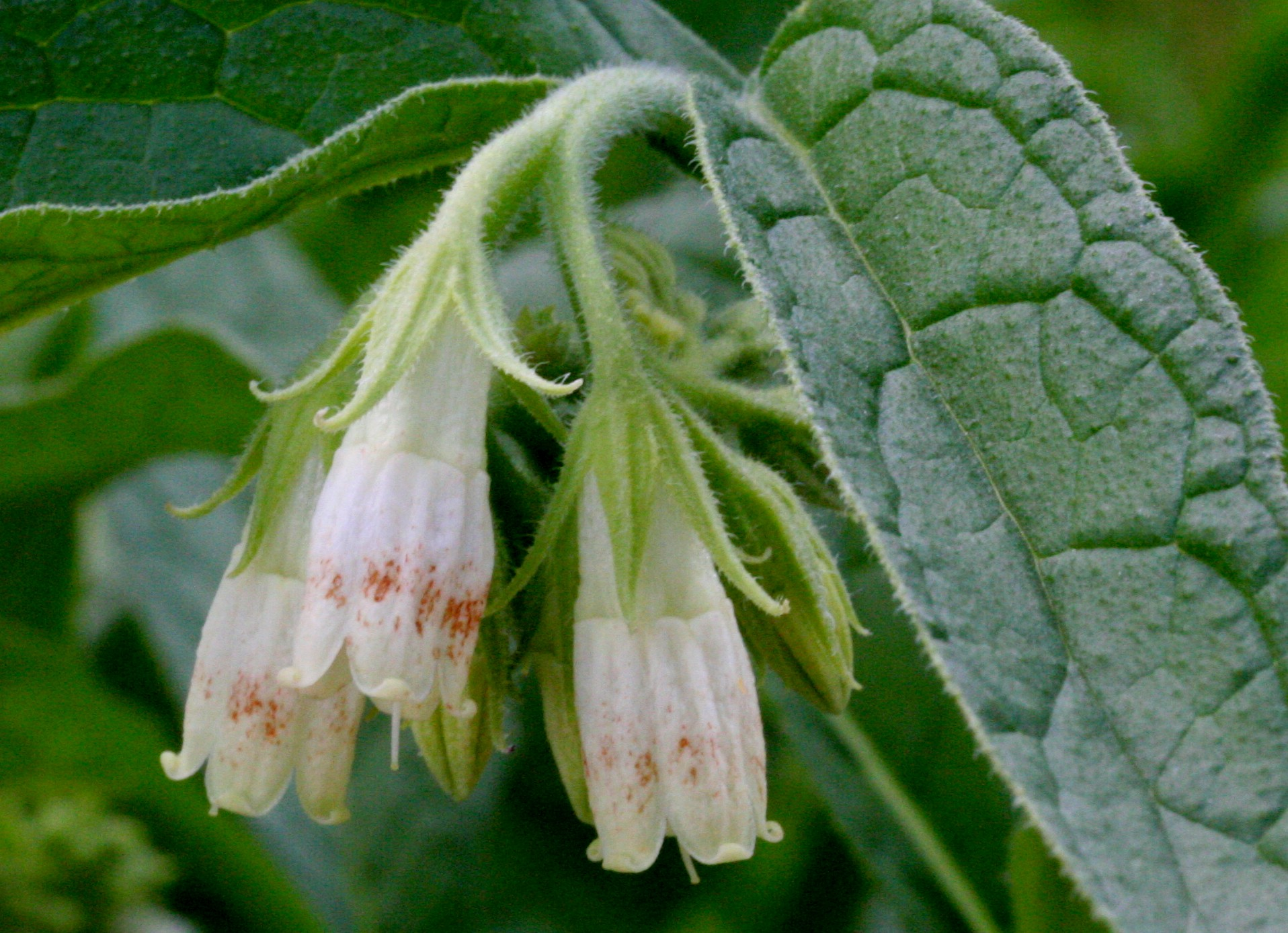
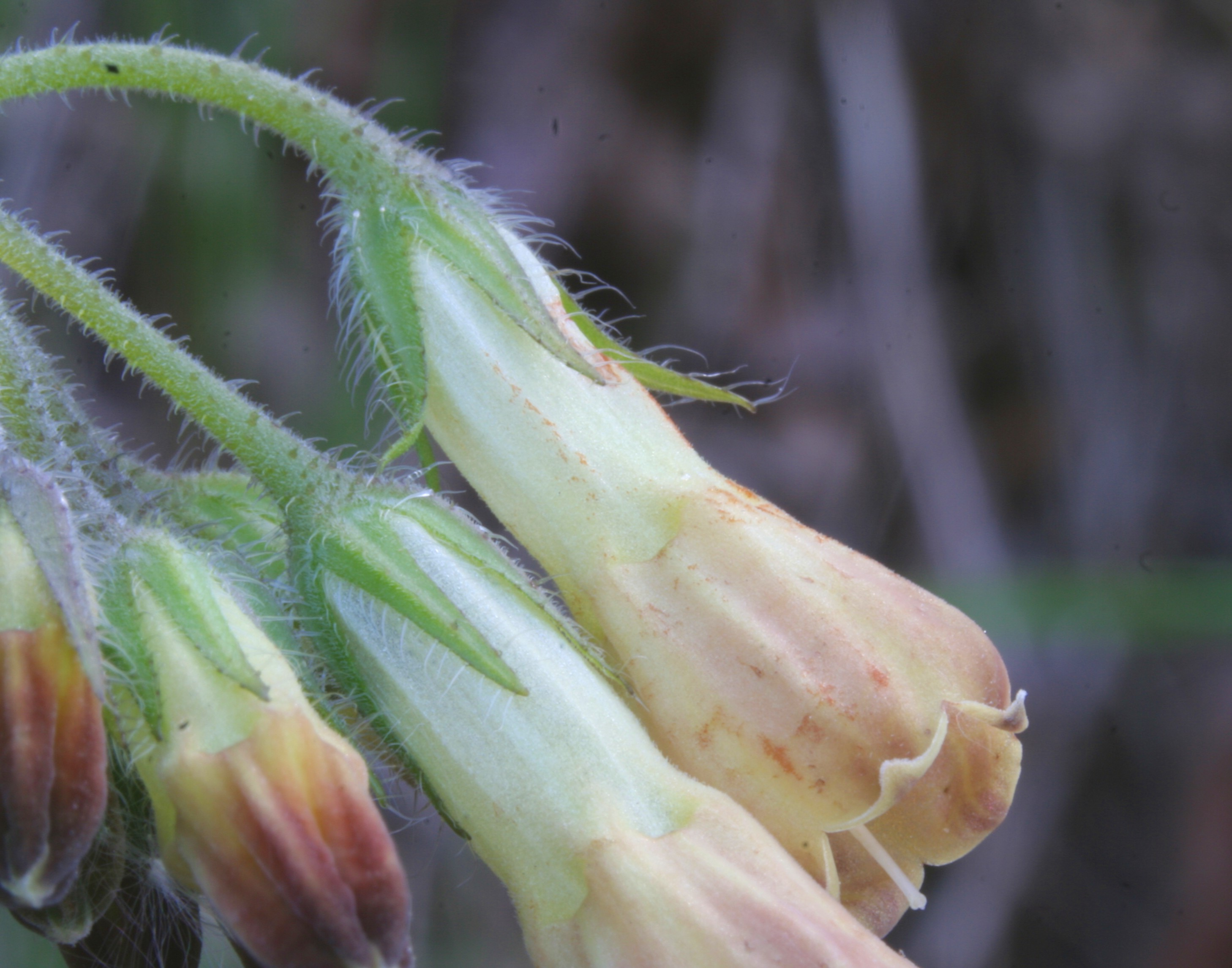
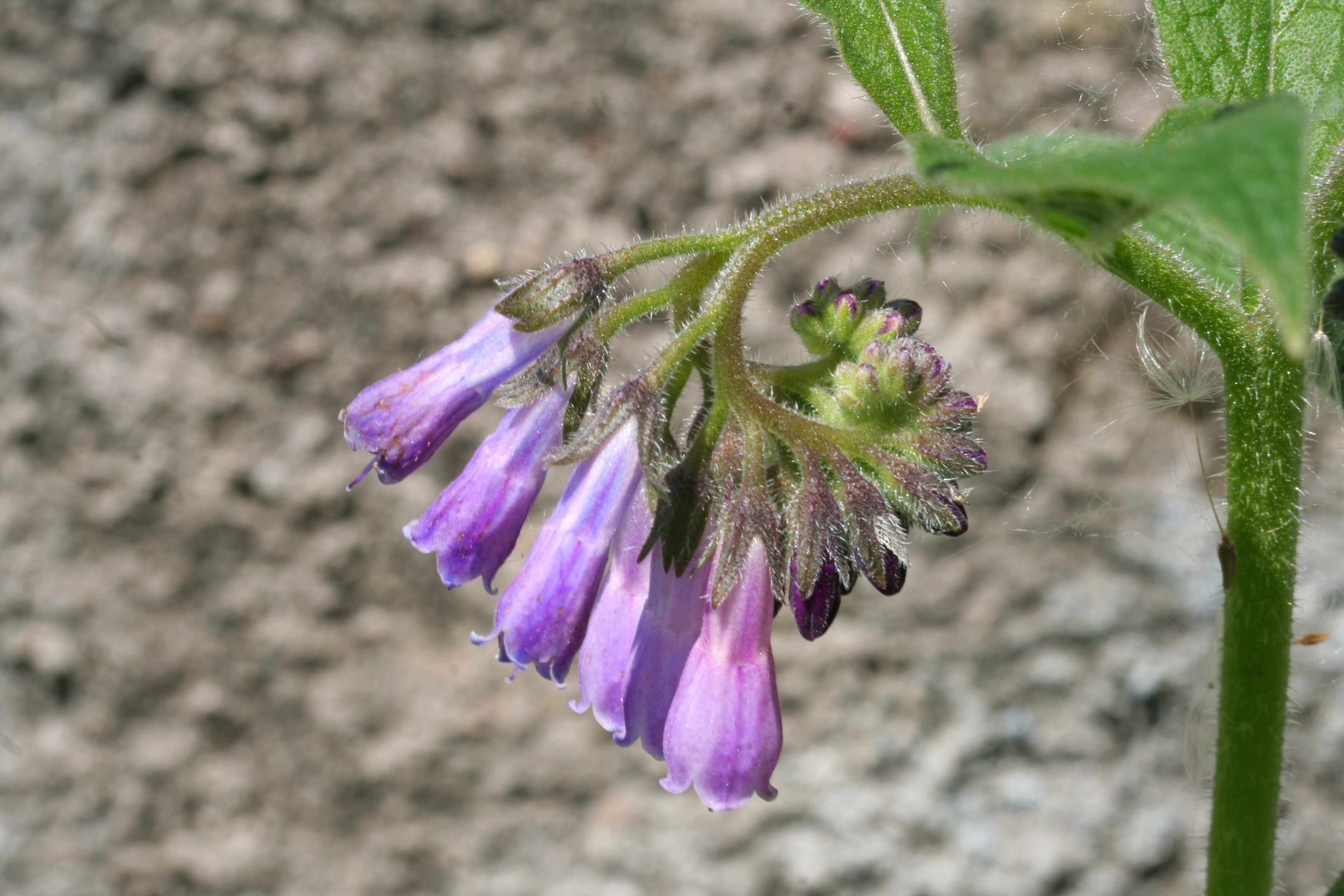
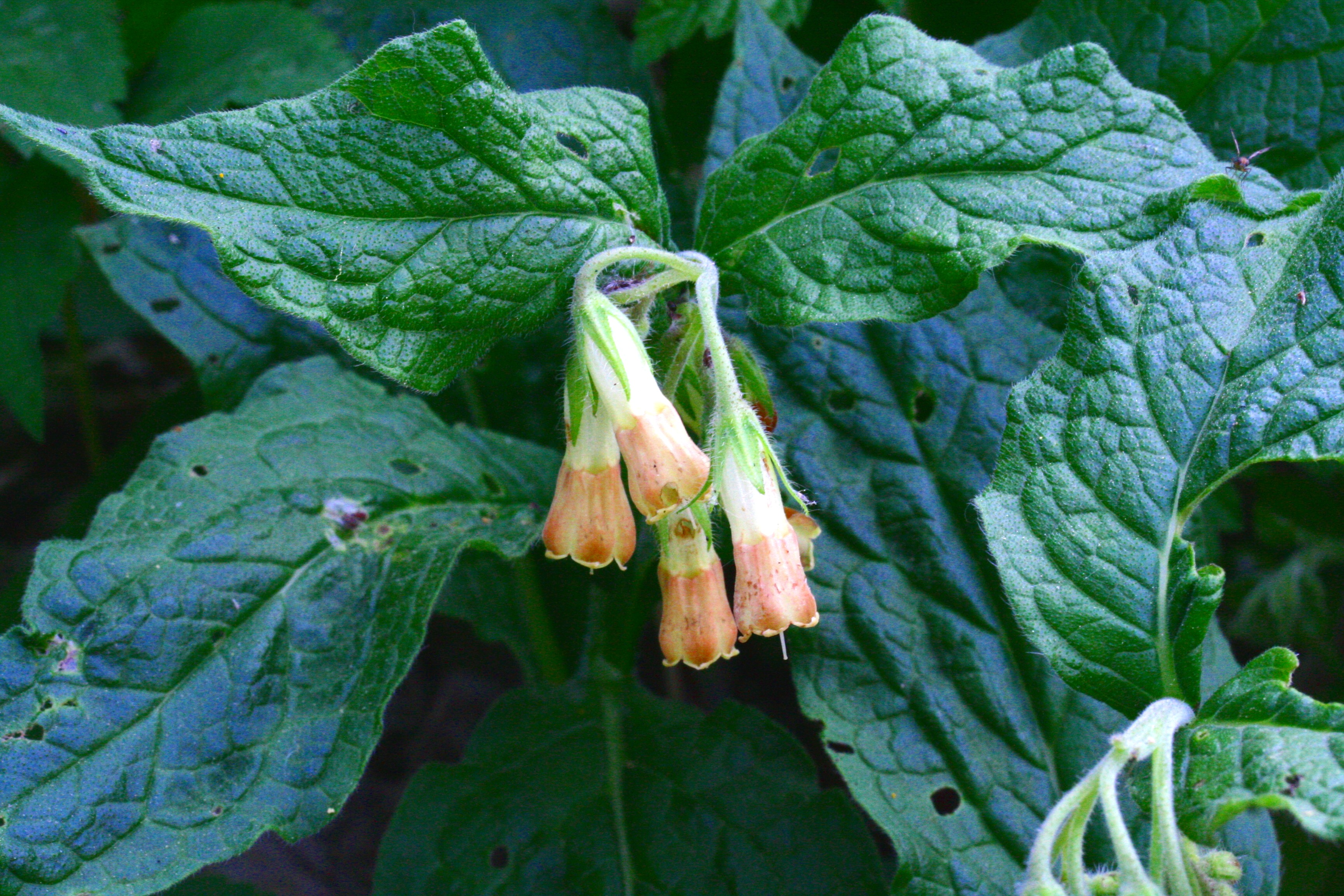
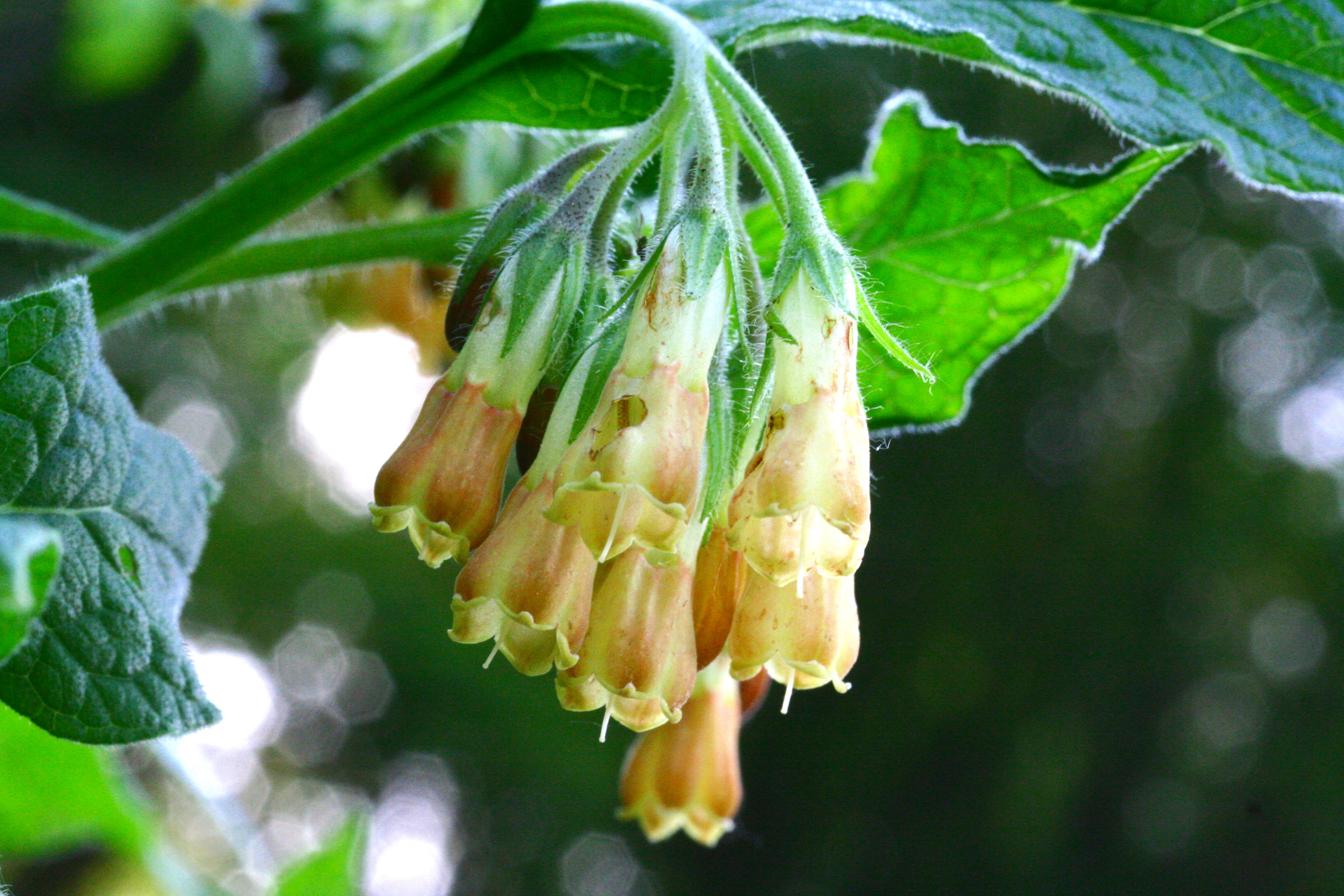
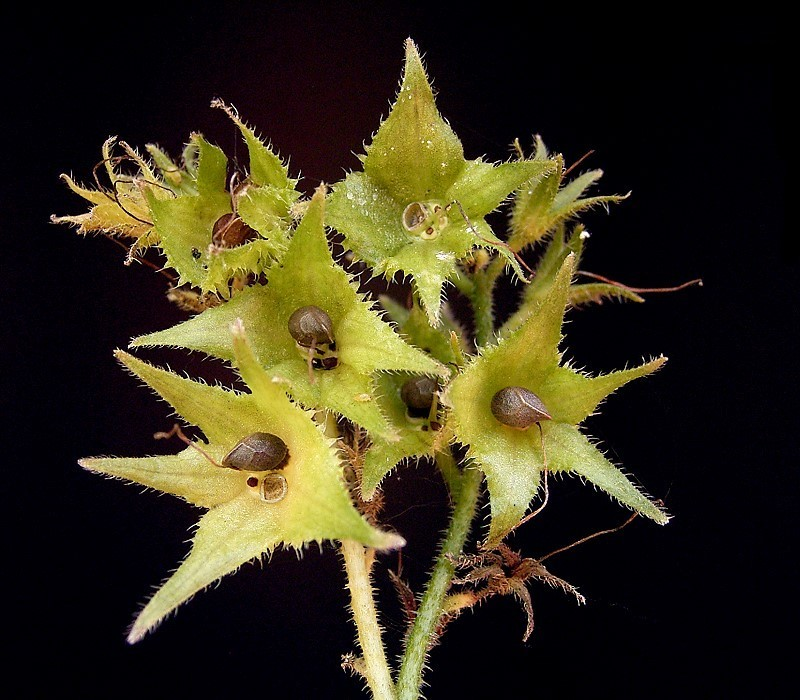
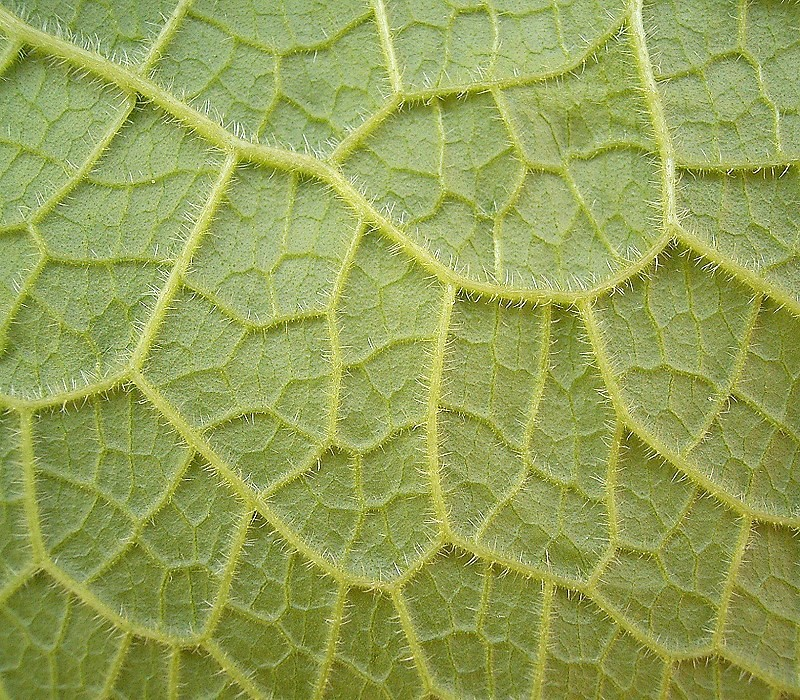